# Expoland
Expoland était un parc d'attractions situé à Suita, dans la Préfecture d'Ōsaka, au Japon. Il ouvre à l'occasion de l'Exposition universelle de 1970.

## Histoire
Le 5 mai 2007, le parc est ébranlé par un accident sur les montagnes russes Fujin Raijin II, causant la mort d'une jeune femme. Le parc reste fermé 97 jours pour une inspection complète des attractions[réf. souhaitée]. Une enquête est menée dans de nombreux parcs du Japon, sensibilisés par cet accident.
Le parc alors rouvert dut à nouveau fermer le 9 décembre 2007 par manque de visiteurs[réf. souhaitée]. Finalement, le 9 février 2009, il est décidé que le parc ne rouvrira pas .
Le parc a été vidé de ses attractions (vendues dans d'autres parcs) et détruit pour laisser place au futur projet Paramount Park Osaka.

## Le parc d'attractions
Il possédait le parcours de montagnes russes le plus long du monde ; le Daidarasaurus, avec plus de 7 minutes de parcours.

### Montagnes russes

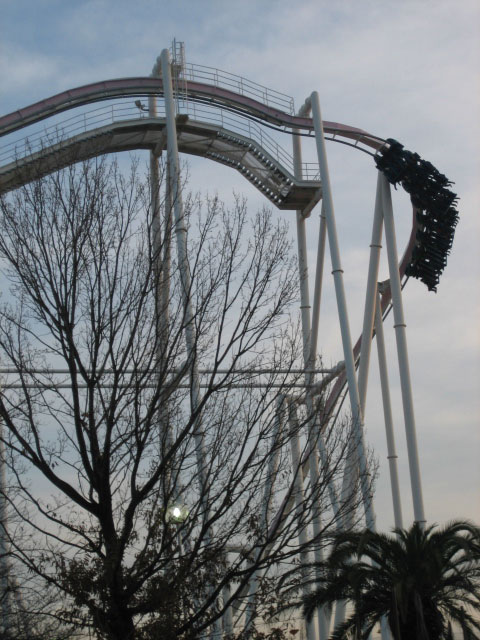
Orochi à Expoland

| Nom              | Type                  | Constructeur            | Ouverture | Fermeture | Propriétaire Actuel |
| ---------------- | --------------------- | ----------------------- | --------- | --------- | ------------------- |
| Daidarasaurus    | Assises               | Sansei Yusoki Co., Ltd. | 1970      | 2007      |                     |
| Family Coaster   | Assises               | Zamperla                | 2003      | 2007      |                     |
| Fujin Raijin II  | En position verticale | Togo                    | 1992      | 2007      |                     |
| Mad Mouse        | Wild Mouse            | Senyo Kogyo Co., Ltd.   |           |           |                     |
| Mini Coaster     | Assises               | Okamoto Co., Ltd.       | 1985      | 2007      |                     |
| Orochi           | Inversées             | Bolliger & Mabillard    | 1996      | 2007      | Walygator Parc      |
| Space Salamander | Métal                 | Arrow Dynamics          | 1980      | 2007      |                     |
| Wild Mouse       | Wild Mouse            | Mack Rides              | 1996      | 2007      | Antibes Land        |